# Lyceum Club (Barcelone)
Ne doit pas être confondu avec le Lyceum Club Femenino de Madrid.
Le Lyceum Club de Barcelone est une association féministe créée en juillet 1931 à Barcelone et dissoute par la dictature franquiste en 1939. 

## Présentation
Inauguré au n°39 de la Via Laietana, dans le quartier gothique de Barcelone, le Lyceum Club réunit des femmes intellectuelles, écrivaines et artistes qui souhaitent partager une vision progressiste de la société et défendre les droits des femmes et les rendre visible dans la société. Elle devient l'association féminine la plus importante de Barcelone sous la Seconde République.
L'acte fondateur est le « Manifest a les dones » (en français : « Manifeste pour les femmes ») signé par des personnalités telles qu'Aurora Bertrana, Maria Pi Ferrer, Enriqueta Sèculi, Anna Miret, Carme Cortès, Mercè Ros, Montserrat Graner, Isolina Viladot, Leonor Serrano, Maria Carratalà, Josefina Bayona et Amanda Llebot.
Le Lyceum Club de Barcelone reprend les principes des associations similaires déjà en vigueur dans d'autres villes européennes et américaines, sur les bases du premier Lyceum Club fondé en 1904 par Constance Smedley.
On retrouve, parmi ses dirigeantes, la dramaturge Carme Montoriol et la musicienne Maria Carratalà i Van den Wouver, et parmi ses participantes la personnalité du club de football FC Barcelone et future résistante de la Seconde Guerre mondiale Anna Maria Martínez Sagi, ainsi que Gertrudis Millàs, María Luz Morales, Maria Parellada, Carme Perarnau, Mercè Ros, Maria Sandiumenge, Lina Sitges, Severina Valls, Concepció Viñas et l'écrivaine Rosa Maria Arquimbau.
Le Lyceum Club de Barcelone est dissout en 1939 à la fin de la guerre d'Espagne lorsque les franquistes arrivent au pouvoir.